# Loue (klippa)
Loue är en ö i Finland. Den ligger i Finska viken och i kommunen Kotka i den ekonomiska regionen  Kotka-Fredrikshamn i landskapet Kymmenedalen, i den södra delen av landet. Ön ligger omkring 26 kilometer sydöst om Kotka och omkring 130 kilometer öster om Helsingfors.
Öns area är 2,6 hektar och dess största längd är 220 meter i öst-västlig riktning.